# 龔友誠
龔友誠（1956年10月15日—2018年11月11日） 人稱 David龔 或 David Kung。他是一名廣告策略、廣告創意、廣告導演，以及老師。
1980年代於英美擔任廣告公司創意指導，之後在倫敦、巴黎、比利時，從事廣告導演相關工作，他導的電視廣告在全球著名廣告獎項中獲獎無數。之後於1996年起，回到台灣指導商業廣告影片，並成立自己的製作公司。他曾六度在台灣獲得「年度最佳廣告獎」，（時報廣告金像獎1996年, 2001年，4A廣告獎1997年, 1999年, 2001年，亞太廣告獎2001年，香港 Spikes廣告獎2001年），且於2007年獲頒台灣經濟部之傑出廣告創意人獎。
2001年起，David 於各家廣告公司、台灣客戶進行培訓與顧問，並擔任國際客戶的策略顧問，同時在中國、台灣兩地擔任廣告傳播相關學系的教授與講師。從 David 的廣告作品中，就能看出創意與行銷目的緊緊相扣。他藉由研究自己的創作過程，搜集大量的資料、記錄自己在西方廣告公司的工作經驗、西方名人的觀念。希望能夠提升台灣廣告教育、與基本的思考觀念。至今，David 的獨創知識與寶貴經驗，影響了許多業界人士與大學生的思考模式。

## 求學生涯
David龔 生於臺北出生，原籍中國貴州省。14 歲離開父母，從台灣移民到美國生活。小時候很調皮，功課不好。16 歲那一年，每天流連在撞球台之間，靠打撞球贏一點零用錢。小時候的夢想是在撞球店工作。他 19 歲那年，加入美國新澤西州海岸警衛隊（1975-1976年間）。
David 的另一個興趣是看漫畫，從看漫畫中開始練習畫素描。他父親最後的願望是希望家中有一位孩子能把大學念完，為了完成父母心願，只好報考大學。當時他不知道要念什麼系，後來他想到自己手邊有一些隨意畫的手稿，就決定報考 藝術中心設計學院（Art Center）。他沒想到自己竟然錄取了。
David 於 1978 年就讀 藝術中心設計學院（Art Center）插畫系。但他的美術底子不好，幾乎所有老師都不看好他。他選擇把多數時間花在看電影。為了研究電影，還把母親送他的大學禮物：一輛新的紅色跑車，拿去換成一輛舊車和兩部錄影機。只為了錄下電視播放的經典電影，讓他能夠重複觀看與研究。這因此奠定了他日後累積資料庫的習慣、成熟的影像敘事功力，以及對人性的觀察。
在 David 畢業之前，插畫老師都勸他不要走插畫這條路，會餓死。廣告老師也勸他不要做廣告，趕快回去念插畫。當時 24 歲的 David，面臨畢業，還不知道自己未來要做什麼。在畢業前一個月，出現一名教廣告的代課老師 Michael Partridge（今改名為：Michael Loughery）。後來這位代課老師成為影響 David 最深的人。Michael 和一般老師不同，他喜歡 David 的作品剛好都是其他老師不喜歡的。他非常賞識 David 叛逆的創作精神，因此勸 David 去英國做廣告。他也改變了 David 對廣告的興趣。
Michael 曾說：「I recall clearly our first meeting, when I was invited to teach a class in which you were a student at the Art Centre in Los Angeles. As the weeks and months unfolded as I taught class after class, I observed that there were a few very bright minds amongst the students, but you stood out as the shining star.」
1981年，David 從大學畢業，花了一年時間準備作品集。第一份工作是在 洛杉磯 Della Femina Travisano & Partners 廣告公司擔任文案，老闆是 Jerry Della Femina。David 的老師 Michael 也選擇受聘於這家公司，和 David 密切工作兩個月。David 每天觀察著 Michael 怎麼看事情、如何想創意、如何跟客戶提案。他說這輩子學最多的就是跟 Michael 工作的兩個月，Michael 不斷地引導他如何用策略的方法想事情。在洛杉磯 Della Femina Travisano & Partners 工作兩個月後，David 被公司解雇。因為公司要他寫文案與標題，他每天交出的卻都是視覺廣告。因為 Michael 告訴 David ：「日後的廣告趨勢都會是視覺的。」David 因此而開始不斷練習視覺的廣告。

## 廣告事業
1982年，David 被  Della Femina Travisano & Partners  解雇之後，又花了一年半的時間加強自己的作品集，計畫轉往倫敦工作，希望能趕上英國的創意潮流。很多朋友勸他不要去英國，因為他沒有經驗，沒有人會幫他辦工作證。但是老師 Michael 說：「不要在乎有多少人會雇用你，對的人雇用你比較重要」。在 Michael 的指導之下，David 列出了倫敦 20 家最想進去的廣告公司。1983年，他一人前往倫敦，帶著作品集一家一家去面試。到倫敦的第三天，倫敦 Saatchi & Saatchi 廣告公司和另一家小公司 Hedger Mitchell Stark 通知 David 去上班。最後他選擇了能有更大發揮空間的小公司 Hedger Mitchell Stark。因為在面試的過程中，他見到這家公司的老闆 Jeff Stark 和 Tony Kaye。對他而言，這兩位都是非常奇怪而有趣的人，實在太想認識他們了。雖然薪水只有 Saatchi 的一半。
David 在 Hedger Mitchell Stark 期間，他第一次擔任創意兼導演的英國鐵路電視廣告片，是為了宣傳英國鐵路的機場新路線開通。David 發現了英國鐵路標誌與飛機圖案的關聯性，便想出了簡單卻有創意的廣告。播出後的效果很好，記憶度相當高，在當時英國人民的腦海中留下深刻的印象。這支廣告獲得了坎城金獅獎，被評為當年最特別的廣告。David 在 Hedger Mitchell Stark 工作一年之後，公司即晉升為英國廣告風雲代理商。他認為這家公司雖小，但老闆和員工都非常專業，提供給員工足夠的創意空間。
當時 David 與同事 Tony Kaye 成為了好朋友，Tony 每天慢跑30分鐘到 David 家，兩人就一起看錄好的經典電影片段、David 教 Tony 分析電影，透過自學了解鏡頭語言與說故事的技巧。兩位都是平面設計出身、從未上過拍片課的創意人，他們憑著一點一滴的累積，最後都在廣告導演領域裡有所成就。Tony 曾說自己是 David 的第一個學生，他們的友誼也一直延續至今。
1984年，因為 Hedger Mitchell Stark 被 倫敦 Saatchi & Saatchi 廣告公司併購。David 因而離開成為自由工作者，五年間往來工作於紐約、洛杉磯、舊金山。一直到 1989年，David 成為倫敦 TBWA 廣告公司的美術創意總監。他說自己的創意常被別人拍砸，因此讓他有轉行當導演的想法。1990年，他生平第一部正式導演的廣告影片「英國視力檢查」系列，便連續獲得坎城金獅獎、銅獎、英國電視金獎、Clio 國際最佳電視廣告系列獎。David 被譽為英國最優秀的五大廣告導演之一，成為全球唯一一位兩次獲得坎城金獎的華裔廣告人，從此正式開始了他的導演生涯。
David 後來轉往法國、比利時拍片，因為有廣告公司的策略與創意背景，他在當導演的過程中總是忍不住主導創意與腳本，甚至不惜跟業務或是客戶爭論。有一位比利時的監製就曾用「劫機者」來形容他：他會半路攔截你的飛機，脫離正軌，但最後還是會帶你抵達對的目的地。

## 成立製作公司
1995年，David 回台探親，發現台灣有更大的創意空間，便決定留在台灣。他於 1998 年結束自由工作者的生活，在台灣成立製作公司：龔作室有限公司。他說自己成立公司，不會像一般廣告公司有經營客戶的壓力和預算限制，可以有更大的創意空間。
在台灣，Daivd 拍攝的廣告片獲獎無數。但是他給台灣廣告界帶來的國外專業，如同經歷一場大地震，他常以導演的身份主導創意與腳本，直接與客戶對話的作風，打破台灣廣告界長期以廣告公司主導創意的合作模式。在台灣廣告圈，David 以要求高、壞脾氣和獨來獨往聞名。David 曾說：「其實比起在國外，我已收斂許多。因為在國外的專業態度與基本尊重之下，為了能捍衛好的想法，爭執是必要的。」David 做廣告，會花很多時間先搞清楚行銷目的、廣告策略，並進一步思考創意的核心，如何用說故事的方式與消費者溝通。所以 David 的創意通常非常準確，而不是為了做廣告而做廣告。但也因此很多與他合作的人會畏懼他的過於用功與直言坦率。他認為通常是比較成熟和注重商業創意的人才會找他拍片，因為比起得獎，他們更看重廣告的成效。
David 的廣告片特色是生活化、幽默、諷刺與耐人尋味。在拍攝準備方面，David 總是嚴格的做事前準備，拍攝時注重所有大小細節。他說：「精細的事前準備是拍好片子的關鍵。必須在片子還沒開拍之前就能預測所有問題，剩下的就靠臨場反應。」David 會為了呈現完美的作品而不惜一切，他曾經在開拍前一天推翻自己的腳本，只因為他想到了更好的腳本。對於選角，他強調真實的演出，不一定要使用俊男美女。他曾經為了找到最適合的演員，將開拍時間延後三個月。

## 教育事業
David 在台灣開製作公司三年後，發現台灣同事跟歐洲同事的專業能力相差太多，認為他們不是不認真，而是基礎觀念沒有打好。因此 David 打算將公司停下來，放棄導演工作，專心研發教材，期許找出一套方法把員工教會，再重新開製作公司。他開始回頭研究自己做案子的創作過程，找出一套教學方法，讓思考變成可以教的觀念，希望能幫助學生早點看到自己的思考盲點，就像他的老師 Michael 當年幫助他一樣。David 曾經做過創意人、做過導演，還有西方廣告公司的經驗，累積許多寶貴經驗。他認為在擁有這些條件的狀況下，他來做這件事情最適合不過了。
2004年，他開始在台灣開設「龔友誠廣告講堂」，當時吸引了許多台灣廣告名人來上課。2004年之後，David 曾到北京電影學院、北京大學授課，同時也擔任台灣嬌生的策略顧問、香港迪士尼策略顧問。他認為透過實際接案，可以用來補貼自己的教育事業，也希望藉此機會與自己的教材相互應證，了解學習與實際運用的落差，並隨時調整教材。每次在與國際客戶的合作過程中，David 都是從前端策略開始參與，花時間蒐集資料、研究市場、調查消費者需求、比較東西方文化差異，然後訂定出精準的策略，並說服客戶接受。接著他開始想創意、文案，最後拍成作品，與其他廣告公司比稿。他認為自己一條龍的從頭參與到尾，才能真正把事情做好。而不是事情每次做到一半就接棒給另一個人，因為過程中很容易因為溝通不良，而產生認知的落差。
David 曾擔任多家廣告公司與客戶的培訓顧問，以及多家大學傳播相關學系的教授或講師，並於晚年在自己的工作室定期開設不同主題的課程。他為了讓學生更容易理解與學會，每一堂課都會不遺餘力的調整內容，無私分享自己所會的一切給學生。他的高標準、高度自我要求、顛覆慣性思考的課程，不只影響了許多廣告界人士，也啟發了許多不同領域的業界人士，與大學生的思考模式。多數學生都對他的課程充滿懷念。David 一直希望能從教書的過程中找到優秀的學生，重新建立一個團隊，給年輕人一個能夠發揮創意的環境。他總是笑稱自己目前是最窮的老師，希望自己有一天能成為世界上最賺錢的老師。
學生感言摘錄：
「David龔老師的課總是令人驚奇不斷，充滿著腦力激盪的思考氣氛。上過他的課就像換了一顆腦袋，用全新的的角度來面對這個世界，這給了我很大的衝擊！」
「David 每一堂都很寶貴，希望以後能上到David更多課！大學上一年的廣告學還不如上 David 一個星期的課！」
「David的課顛覆了我以前的思考方法，是以前沒有過的思考方式。不只是學廣告創意，也是學生活的創意方式！」

## 過世
David 在2017年檢查出有肝、腎功能等問題，並於2018年11月11日因敵不過敗血症，病逝於台大醫院，享年62歲
David龔 事先寫好遺言，於病逝後在自己的FB粉絲團通知大家，內容仍不失他以往幽默灑脫的風格：
Hi 大家
我終於在 2018 年 11 月 11 日
逃出監獄(醫院)，先走一步了
反正吃不到吉拿棒、喝不到Zero，
活著也沒意思了
我本來是想跟我的死對頭們同歸於盡，
但是我的腎跟肝不允許我這麼做。
實在太可惜了
不會有告別式
也不需要祝福我，反正我也不會看
該處理的都會處理
所以也不用問候我老婆、我家的貓和助理
反正人生總是會結束，想這麼多幹嘛
如果我有遇到愛因斯坦跟希區考克
我再托夢給你們，就不說ByeBye了
David龔

## 得獎記錄
| 年份 | 獎項                                                                     | 內容             |
| ---- | ------------------------------------------------------------------------ | ---------------- |
| 1982 | 英國海報銀獎、銅獎                                                       | 英國鐵路局       |
| 1983 | 坎成廣告獎金獎                                                           | 英國鐵路局       |
| 1990 | 英國電視金獎、銀獎；坎成廣告金獎、銅獎；Clio國際最佳電視廣告系列         | 英國視力檢查推廣 |
| 1991 | 坎城廣告銅獎                                                             | Absolut Vodka    |
| 1991 | 肯亞廣告金獎                                                             | White Cap 啤酒   |
| 1992 | 法國 D&AD 金獎、銅獎1座；法國最佳電視廣告系列獎                          | 法國樂透         |
| 1993 | 比利時最佳電視廣告系列獎                                                 | Midas 汽車保養場 |
| 1994 | 比利時廣告金獎                                                           | 比利時牛奶協會   |
| 1995 | Epica 最有效率廣告獎                                                     | 牛奶協會         |
| 1995 | 時報廣告銅獎                                                             | 柔情面紙         |
| 1995 | 紐約廣告銀獎                                                             | 中興保全         |
| 1995 | 紐約廣告銅獎                                                             | 挺立鈣           |
| 1996 | 亞太廣告金獎、銀獎；4A年度最佳電視廣告、金獎；亞太廣告銀獎               | 空中英語教室     |
| 1996 | 亞太廣告金獎、銀獎                                                       | 花旗銀行         |
| 1997 | 4A廣告金獎                                                               | 商業週刊         |
| 1997 | 亞太廣告銅獎                                                             | 依必朗           |
| 1998 | 時報年度最佳電視廣告、4A廣告金獎                                         | EEI唱片/梁詠琪   |
| 1998 | 亞太廣告金獎；4A廣告銀獎；時報廣告金獎                                   | 兒童身得壯       |
| 1998 | 亞太廣告金獎                                                             | 安泰人壽         |
| 1998 | 亞太廣告銅獎；4A廣告銀獎                                                 | 大家說英語       |
| 1998 | 4A廣告金獎                                                               | 隆美窗簾         |
| 1998 | 時報廣告銀獎                                                             | 安泰人壽         |
| 1998 | 時報廣告銀獎                                                             | 潤福建設         |
| 1999 | 華文廣告金獎；4A廣告金獎、銀獎；時報廣告年度最佳廣告、銀獎；亞太廣告銅獎 | 易利信關機篇     |
| 1999 | 4A廣告銀獎；時報廣告銀獎                                                 | 馬英九競選總部   |
| 1999 | 時報廣告銅獎                                                             | 中國信託         |
| 1999 | 時報廣告銅獎；紐約廣告銅獎                                               | 新安物產         |
| 1999 | 紐約廣告銀獎；亞太廣告銀獎                                               | 統一保健運動飲料 |
| 2000 | 華文廣告銀獎；亞太廣告銅獎                                               | 安泰人壽         |
| 2001 | 亞太廣告年度最佳電視廣告、最佳導演金獎；香港 Spikes 年度最佳電視廣告     | 中興保全         |
| 2001 | 倫敦國際廣告最佳電器傢具獎                                               | 聲寶洗衣機       |
| 2007 | 台灣經濟部－傑出廣告人暨終身成就獎                                       | David龔          |

## 教學與培訓經驗
嬌生 Johnson & Johnson, Taiwan
香港迪士尼 Hong Kong Disneyland
達彼思 Shanghai, Taiwan
智威湯遜 JWT Taiwan
李奧貝納 Leo Burnett Shanghai
麥迪遜邦 Y&R Hong Kong
上奇 Saatchi & Saatchi Taiwan
台灣聯廣
台灣東方廣告
台灣普陽
上海陽獅 Publicis Shanghai
上海恆美 DDB Shanghai
意識形態 Ideology Shanghai
天高廣告 BBDO Hong Kong
Maxus Media, China
台灣標竿學院品牌培訓
台灣老爺酒店
台灣米蘭數位行銷
台灣統一企業
外交部國際傳播司
中國時報暑假學生廣告營
中原大學商設系副教授
北京大學廣告系 客座教授
北京電影學院美術系 客座教授
台灣大學
台灣科技大學 EMBA
成功大學
東吳大學
中興大學